# イェータ・レヨン (軽巡洋艦)
イェータ・レヨン(スウェーデン語: HM Kryssare Göta Lejon)とはスウェーデンが建造したトレ・クロノール級軽巡洋艦の二番艦。

## 艦歴
エリクスベルイ社イェーテボルイ造船所にて1943年9月27日に起工、1945年11月17日進水、1947年12月15日に竣工、1970年除籍後1971年にチリ海軍に売却され「アルミランテ・ラトーレ」と改名。チリ海軍で1984年に除籍、1985年台湾で解体処分。